# Фундетура-Рекітоаса
Фундетура-Рекітоаса (рум. Fundătura Răchitoasa) — село у повіті Бакеу в Румунії. Входить до складу комуни Рекітоаса.
Село розташоване на відстані 245 км на північний схід від Бухареста, 34 км на схід від Бакеу, 79 км на південь від Ясс, 126 км на північний захід від Галаца.

## Населення
За даними перепису населення 2002 року у селі проживали 312 осіб, усі — румуни. Рідною мовою 311 осіб (99,7%) назвали румунську.